# Aldo Araujo
Aldo Andrés Araujo (Corrientes, 3 gennaio 1992) è un calciatore argentino, centrocampista del Crucero (M).

## Caratteristiche tecniche
È un esterno sinistro.

## Carriera
Cresciuto nelle giovanili del Textil Mandiyú, ha esordito l'11 dicembre 2013 in occasione del match di Copa Argentina perso 3-0 contro l'Atlético Laguna Blanca.

## Statistiche

### Presenze e reti nei club
Statistiche aggiornate al 19 marzo 2018.
| Stagione              | Squadra               | Campionato            | Campionato | Campionato | Coppe nazionali | Coppe nazionali | Coppe nazionali | Coppe continentali | Coppe continentali | Coppe continentali | Altre coppe | Altre coppe | Altre coppe | Totale | Totale | Totale |
| Stagione              | Squadra               | Comp                  | Pres       | Reti       | Comp            | Pres            | Reti            | Comp               | Pres               | Reti               | Comp        | Pres        | Reti        | Pres   | Reti   |        |
| --------------------- | --------------------- | --------------------- | ---------- | ---------- | --------------- | --------------- | --------------- | ------------------ | ------------------ | ------------------ | ----------- | ----------- | ----------- | ------ | ------ | ------ |
| 2013-2014             | Textil Mandiyú        | TA                    | 0          | 0          | CA              | 1               | 0               |                    | -                  | -                  |             | -           | -           | 1      | 0      |        |
| 2014-2015             | Textil Mandiyú        | TA                    | 14         | 3          | CA              | 0               | 0               |                    | -                  | -                  |             | -           | -           | 14     | 3      |        |
| Totale Textil Mandiyú | Totale Textil Mandiyú | Totale Textil Mandiyú | 14         | 3          |                 | 1               | 0               |                    | -                  | -                  |             | -           | -           | 15     | 3      |        |
| 2015                  | Talleres (C)          | TA                    | 23         | 3          | CA              | 0               | 0               |                    | -                  | -                  |             | -           | -           | 23     | 3      |        |
| 2016                  | Talleres (C)          | BN                    | 2          | 0          | CA              | 1               | 1               |                    | -                  | -                  |             | -           | -           | 3      | 1      |        |
| 2016-2017             | Talleres (C)          | PD                    | 13         | 0          | CA              | 0               | 0               |                    | -                  | -                  |             | -           | -           | 13     | 0      |        |
| 2017-2018             | Talleres (C)          | PD                    | 9          | 1          | CA              | 0               | 0               |                    | -                  | -                  |             | -           | -           | 9      | 1      |        |
| Totale carriera       | Totale carriera       | Totale carriera       | 61         | 7          |                 | 2               | 1               |                    | -                  | -                  |             | -           | -           | 63     | 8      |        |